# Hyène des cavernes
Crocuta crocuta spelaea
Sous-espèce
La Hyène des cavernes (Crocuta crocuta spelaea) est une sous-espèce disparue de la Hyène tachetée (Crocuta crocuta) originaire d'Eurasie.

## Classification
Si elle avait été initialement décrite comme une espèce distincte de la Hyène tachetée en raison de grandes différences dans les extrémités antérieures et postérieures, l'analyse génétique n'indique pas de différence notable.

## Extinction
Ses populations ont commencé à décliner il y a 20 000 ans, pour finalement disparaitre il y a environ 11 000 ans.

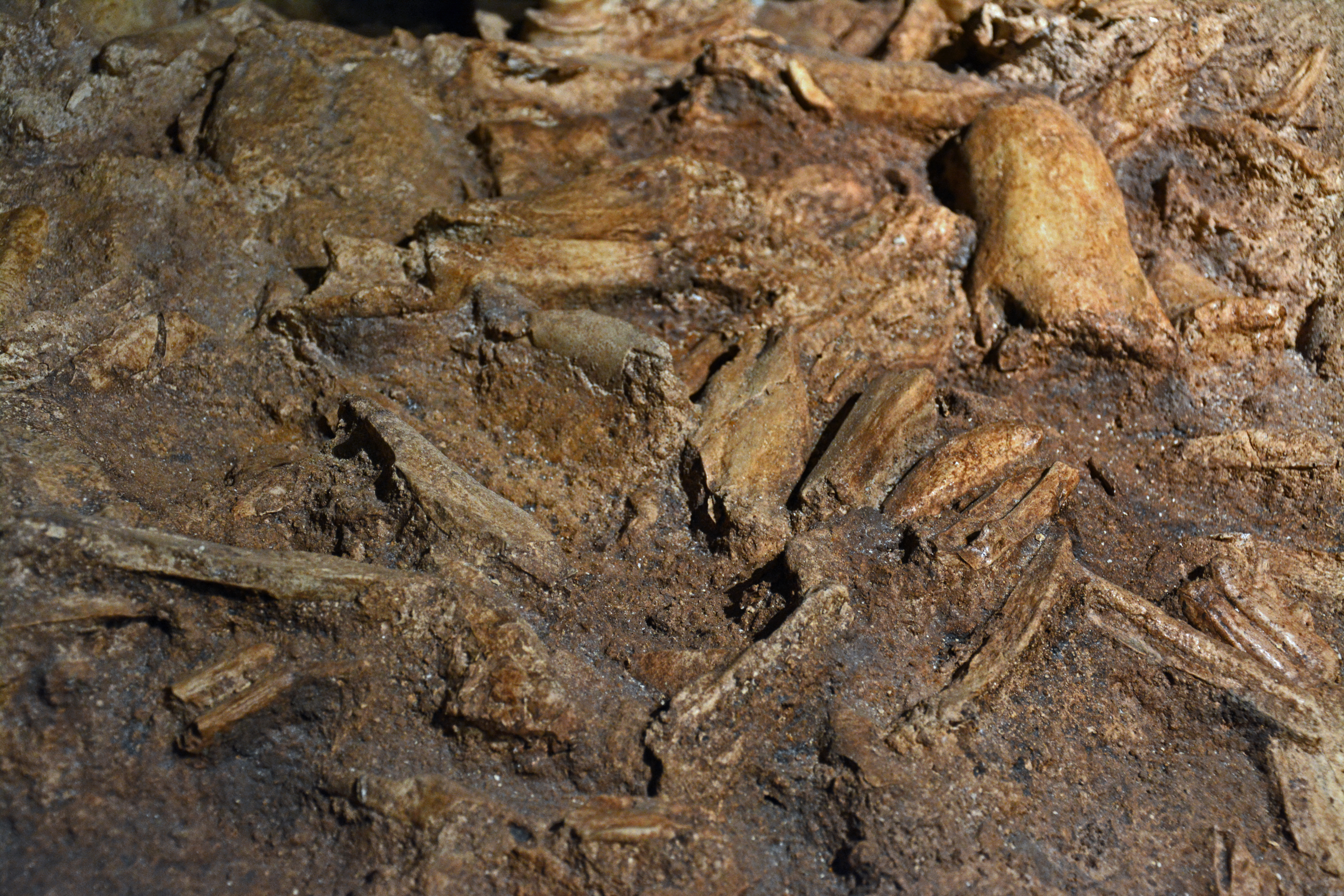
Moulage des restes préhistoriques (-35 000 ans environ) des repas (ossements d'herbivores) à l'entrée d'une tanière de Hyène des cavernes (Grotte du Trou de Cluzeau à Ronsenac). Les os ont été fragmentés par les hyènes mais les spécialistes y distinguent les restes d'aurochs, cerfs, chevaux, cerf mégacéros, rhinocéros laineux et hyènes.

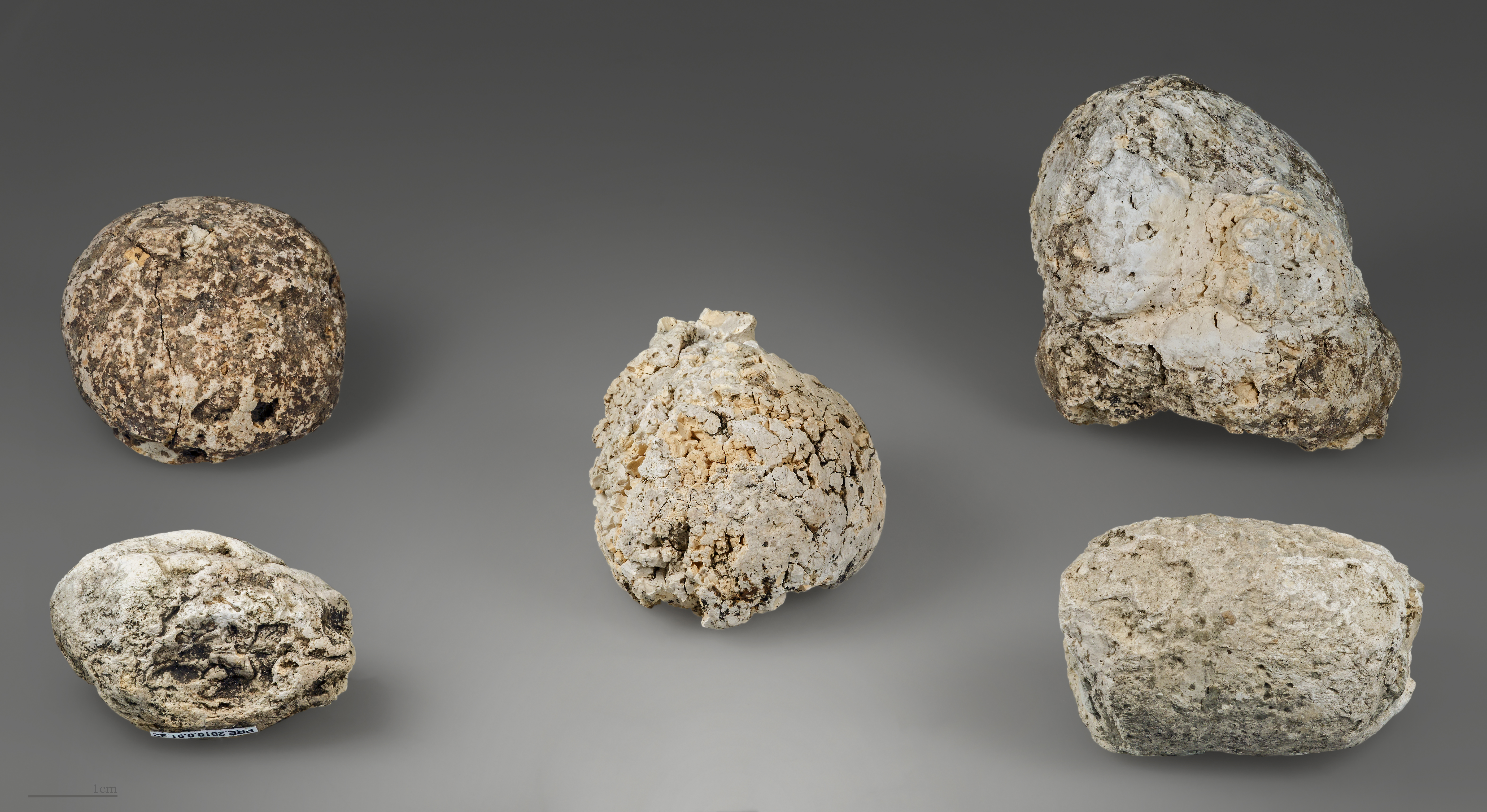
Coprolithes (Aurignacien) de Hyène des cavernes - Grotte d'Aurignac (MHNT).

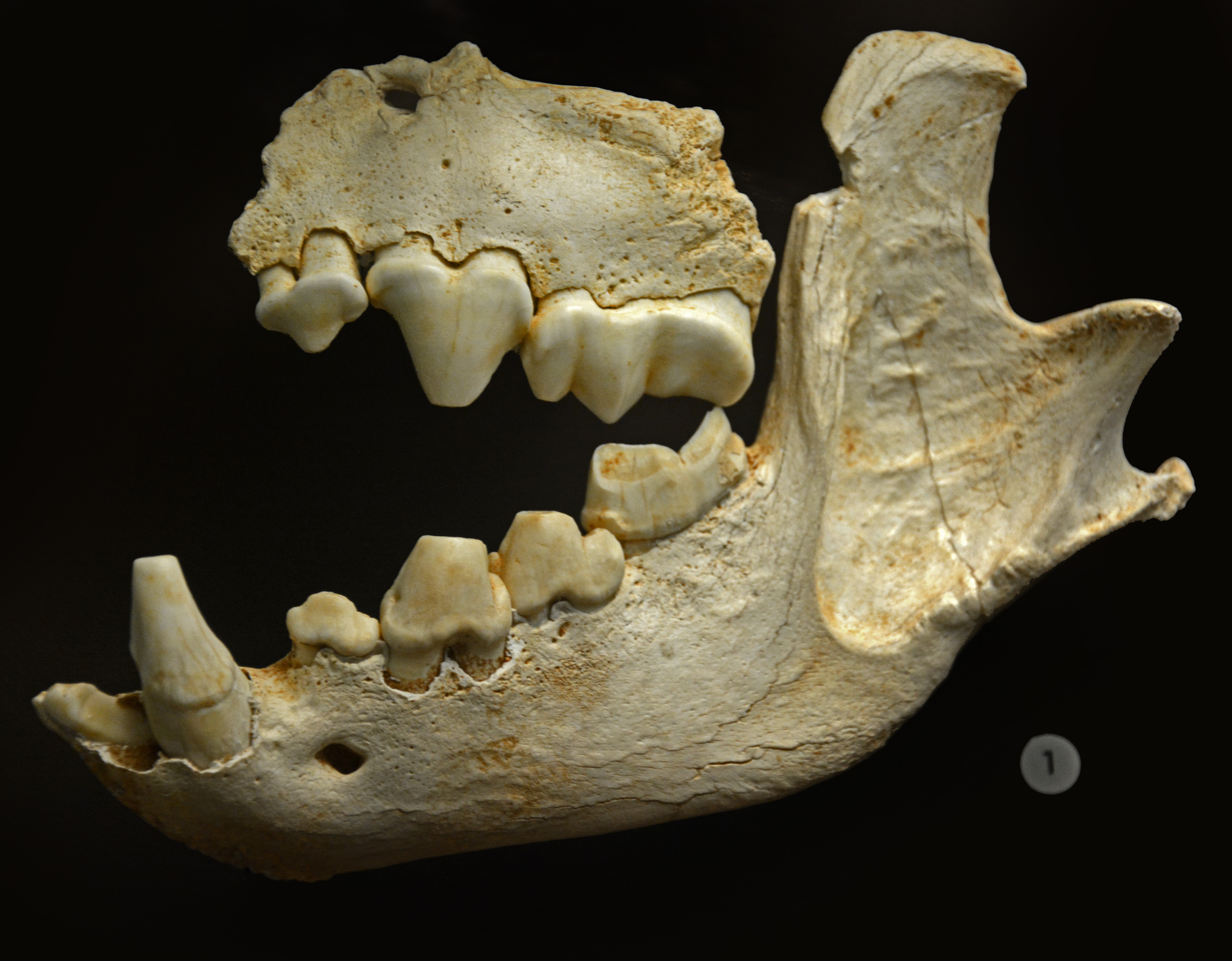
Maxillaires de Hyène des cavernes provenant de la Grotte d'Armelle à Saint-Amant de Graves (Musée d'Angoulême).